# ヒアソビ
「ヒアソビ」は、flumpoolの楽曲。9作目の配信限定シングルとして、2023年7月7日にA-Sketchからリリースされた。

## 概要
前作『Magic』から約3か月ぶりのリリースなる。
2023年6月30日放送のFM802『ROCK KIDS 802-Lisa Lit Friday‐』にて初解禁となった。
本作のリリース発表と同時に、メジャーデビュー15周年となる2023年10月1日にLINE CUBE SHIBUYAにて『flumpool 2nd tour 2009 『Unclose』』と同じセットリストのワンマンライブを行うことと、flumpoolにとって2枚目となるベストアルバムを10月にリリースすることを発表した。
本作のジャケットには、15周年記念のロゴがデザインされている。

## 収録内容
| #         | タイトル     | 作詞      | 作曲      | 編曲      | 時間 |
| --------- | ------------ | --------- | --------- | --------- | ---- |
| 1.        | 「ヒアソビ」 | 山村隆太  | 阪井一生  | Tomi Yo   | 3:43 |
| 合計時間: | 合計時間:    | 合計時間: | 合計時間: | 合計時間: | 3:43 |